# Barna Izidor
Barna Izidor, 1902-ig Braun (Aba, 1860. november 26. – Budapest, Józsefváros, 1911. október 29.) magyar újságíró, költő, a magyar bulvársajtó úttörője.

## Életpályája

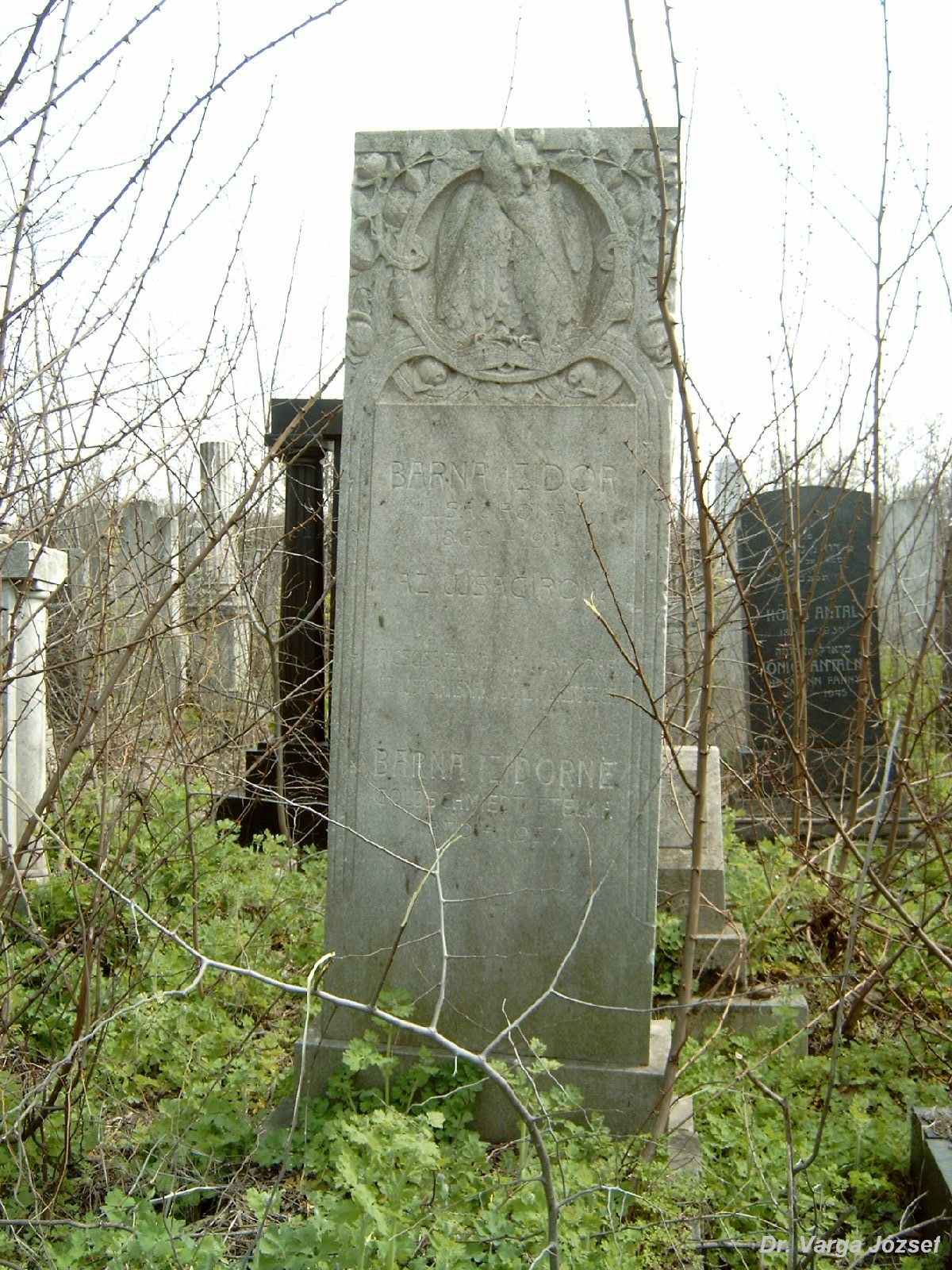
Barna Izidor sírja Budapesten. Kozma utcai izraelita temető: 5-1-26.

Braun Mór és Fellner Terézia fia. Kezdetben székesfehérvári lapokba írogatott, majd 1880-ban Budapestre került és az Egyetértés munkatársa lett. 1886-tól a Budapesti Hírlap belső munkatársaként dolgozott. Tudósításai többször országos feltűnést keltettek, így például a főváros nyomoráról írott több cikke, amelyekben a hajléktalanok helyzetét írta meg, de legfőképpen az Árva vármegyei éhínségről írt levelei. Bejárta egész Árva vármegyét, közvetlen tapasztalatairól írta meg tudósításait, amelyek olyan hatást tettek országszerte, hogy a Budapesti Hírlaphoz rövid időn belül hatvanezer forint adomány gyűlt össze a nagy nyomor enyhítésére. 1892 végén kilépett a Budapesti Hírlap szerkesztőségéből és a Pesti Napló felelős szerkesztője lett. 1896-ban megindította az Esti Újságot, az első magyar bulvárlapot, amelynek haláláig a szerkesztője volt. Mint lírikus, több verset publikált az Ország-Világban, a Magyar Szalonban és a Hétben.
Felesége Goldschmied Etelka volt, akit 1894. május 7-én Pápán vett nőül.

## Művei
- Buborékok (versek, Budapest, 1892).